# 農業部林業及自然保育署臺東分署
22°45′04″N 121°09′10″W / 22.751118°N 121.152774°W
農業部林業及自然保育署臺東分署位於臺灣臺東縣臺東市，為中華民國農業部林業及自然保育署轄下負責管理及營運臺東縣境內，及少部分屏東縣國有林班地的林政機關，臺東分署轄有關山、延平、臺東、大武及成功等五個事業區，並設有四個工作站作為現場作業單位。

## 沿革

### 日治時期
1895年日本殖民政府來到臺灣後，於臺灣總督府轄下設立農務、拓殖、林務，以及礦務等四課，展開臺灣本島大規模的林地清查工作，並將非一般民眾所有之林地收歸總督府所有。1936年成立臺灣總督府營林所東部出張所東部詰所，成為現今臺東林區管理處之前身。
1941年太平洋戰爭爆發後，總督府為有效管理師林資源及精簡行政業務，因此總督府針對臺灣山林主觀機關的殖產局山林課進行改組，1943年12月1日於臺灣各地成立九個山林事務所，其中東部出張所東部詰所改制為臺東山林事務所，而伐木事業則讓渡給臺灣拓殖株式會社經營。當時臺東廳轄屬的開墾範圍也依海拔高度有次序的分布，平地及河谷平原以原住民、漢人開墾為主，丘陵地、較高的河階地、沖積扇等由臺東拓殖株式會社開墾，更高處淺山地區由臺灣拓殖、東臺灣拓殖、臺灣農工、杉原、木村等私人株式會社經營為主，最高處的高海拔山地才由臺東山林事務所負責開拓。

### 戰後至今
1945年第二次世界大戰結束，臺灣戰後由國民政府來臺接收，原總督府臺東山林事務所由臺東縣政府接收，於1946年2月1日起改稱為臺東縣政府建設科林務股。直到同年8月5日奉命成立臺東山林管理所，並移設至臺灣省行政長官公署農林處林務局。
1947年5月臺灣行政長官公署裁撤，林政業務移撥臺灣省政府林產管理局，臺東山林管理所移併移撥之，同年10月省政府將全臺各地山林管理所進行業務分割，將林政業務與行政業務分離，行政業務為主的山林管理所移撥至農林廳增設之林務科主管，1948年6月臺灣林業再度改組，林政業務回歸林產管理局，隔年6月再將山林管理所回撥給各地方縣市政府指揮督導，因此臺東山林管理所回歸由臺東縣政府指揮行政，但業務方面仍透過林產局辦理。
1960年2月臺灣林務事業機構再度改制，臺東山林管理所又移回臺灣省政府管理，並定名為臺灣省農林廳林務局關山林區管理處，作為林務局事業機構辦理山林管理與伐木標售等業務。
因應臺灣林頁經營政策從伐木轉為造林，1989年7月1日起林務局從事業機構改為公務機關，關山林區管理處亦改名為臺灣省政府農林廳林務局臺東林區管理處。1999年7月1日再因應精省，林務局移撥行政院農業委員會管轄，臺東林區管理處全銜改為行政院農業委員會林務局臺東林區管理處。
2001年臺東林管處於臺東市廣東路的行政大樓因將進行改建，需移植區域內的四棵樹齡超過50年的大葉楠，對此台灣綠色和平組織曾發表聲明表示，這四棵大葉楠為臺東市區內唯一的大葉楠，希望林管處能遷移新建大樓之基地，不進行樹木遷移。
2018年12月臺東林管處於建成20年之久的海端鄉龍泉苗圃新建溫室，並成功復育擁有臺灣活化石之稱的特有種植物臺灣穗花杉，並計畫將採溫室復育成功後，於野外種植以延續其族群長存。
2023年8月1日，隨行政院農業委員會升格農業部，林務局改制更名為林業及自然保育署，臺東林管處改為農業部林業及自然保育署臺東分署。

## 執行業務

### 林場管理
臺東分署轄有臺東縣全境與部分屏東縣的國有林班地，並細分為關山、延平、臺東、大武及成功等五個事業區，共253個林班，總面積達22萬6千392.75公頃，於2003年6月30日起再接收臺東縣政府所管轄之3千033.89公頃全部區外保安林。

#### 氣候與林相概況
臺東分署所屬的事業區海拔落差極大，自海拔超過3,660公尺之高山，下至海拔約50公尺的平原地區，因此造就事業區氣候多變的特色，包含熱帶、亞熱帶、溫帶及寒帶等四種不同氣候，事業區森林的林種分布也隨海拔變化而有四種林相，海拔50-700公尺為熱帶林，以樟樹、櫧、相思樹、櫟樹、赤楊及楠木類為主，海拔700-1,800公尺為暖帶林，以櫧櫟類、楠木類、光臘類及烏心石為主，海拔1,800-2,600公尺為溫帶林，以紅檜、柏、臺灣杉、松類、鐵杉、雲杉、高山箭竹與白花八角等寒帶植物為主，海拔2,600-3,000公尺多以冷杉或鐵杉為主，海拔3,000公尺到森林界線附近的亞高山針葉林帶則以冷杉或低矮的圓柏為主。

#### 地形與地質概況
臺東分署所屬事業區地形與地質結構上，大致依照花東縱谷的池上斷層走向劃分成東西兩大地質界線，西側中央山脈以變質岩分佈為主，東側海岸山脈以中新世紀之沈積岩及上新世紀晚期至更新世紀之安山岩與集塊岩為主，尤其海岸山脈南段的成功事業區第5~10林班地，為火山碎屑沉積地，經常年風化作用影響，該地區現今成為無岩石基礎的土分質土層，造成土壤層幾乎無滲透性，每當遇到地震、或嚴重之氣象災害時，容易發生地滑現象，屬於特殊之地質景觀。

### 林道管理
臺東分署於早期伐木開墾時期闢建多條延伸至中央山脈東側山區之林道，以利於木材之搬運，而因應當前山林政策由經營開發轉型為永續利用之森林生態系經營為主，因此目前所屬的多條林道部分已解編荒廢，或是截短可通行之長度，並改變其林道維護方式。
目前臺東分署仍持續維護的林道有：延平、錦屏、紅石、霧鹿、利嘉及知本等6條林道，總長154公里。

#### 延平林道
延平林道全線位於臺東縣延平鄉，主要通行延平事業區第18至21林班，原由關山林區管理處管轄，全長41公里，與目前已解編荒廢的武陵林道為延平事業區中最主要之運材作業幹線，1970年代配合延平事業區第22林班開發之需要再進行延伸，目前該林道車輛僅可通行至里程14公里位置，後續路段已崩塌荒廢。

#### 錦屏林道
錦屏林道全線位於臺東縣海端鄉，主要通行關山事業區，為林務局自辦開闢之林道，全長40公里，最深入至關山事業區第3林班，並於主線14.2公里處另有開闢一條1.7公里支線，該林道於1991年停止伐木後，與延平林道同時結束運材業務，目前錦屏林道車輛可通行至里程17公里位置，後續路段已荒廢無維護。

#### 紅石林道
紅石林道全線分布在臺東縣海端鄉及關山鎮間，主要通行關山事業區，屬於臺東較早期開闢的林道，路線經過關山事業區第46、47、45、51 、52林班，全長24公里，由於該林道開闢時期甚早，因此在1970年代左右林業資源就已枯竭，自此紅石林道轉型為造林保育使用，也不再規畫延伸林道，目前紅石林道可通行至里程17.1公里位置，後續路段已荒廢無維護。

#### 利嘉林道
利嘉林道全線分布在卑南鄉及延平鄉間，與霧鹿林道同屬為臺東地區較晚開闢的林道，約於1970年代開闢，主要通行延平事業區南半部，全長40公里，目前可通行長度至里程18.5公里處的大面積崩塌處為止。

#### 知本林道

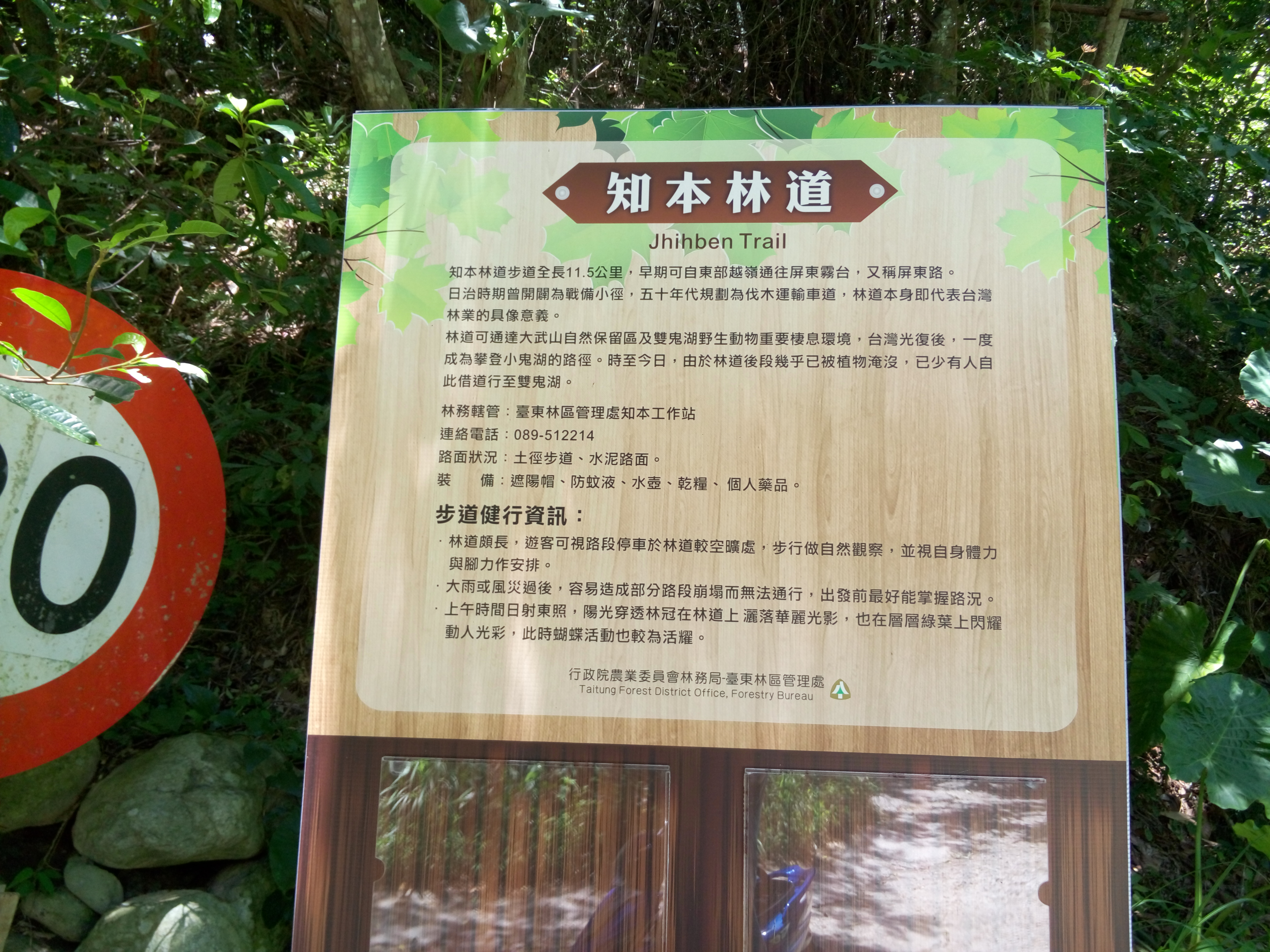
知本林道解說板。

知本林道全線位於臺東縣卑南鄉，主要通行臺東事業區，為該事業區最主要之運材林道，全長46公里，中間包含四條索道，因此實際開闢長度為23公里，目前該條林道可通行長度至里程6.7公里處，後續路段已崩塌荒廢，於里程9.4公里處為日治時期知本越嶺古道的岔路口。

#### 霧鹿林道
霧鹿林道全線位於臺東縣海端鄉，路線大致沿新武呂溪及大崙溪之山稜線分水嶺為主，主要通行關山事業區，最遠至關山事業區第24林班，曾規劃延伸至第28到31林班，全長30公里，該林道開闢約在1970年代，與利嘉林道同屬為臺東地區中較晚所開闢的林道，目前可通行終點位於林道里程16.5公里處位置。

### 環境教育及育樂
臺東分署轄區內建置多條健行步道，供民眾生態育樂使用，並且於嘉明湖國家步道上，設有向陽山屋、嘉明湖避難山屋/營地等，提供山友登記抽籤入住的設施。另於海端鄉及卑南鄉設有向陽及知本國家森林遊樂區、知本自然教育中心，與太麻里鄉金崙溫泉的大武山生態教育館等設施。

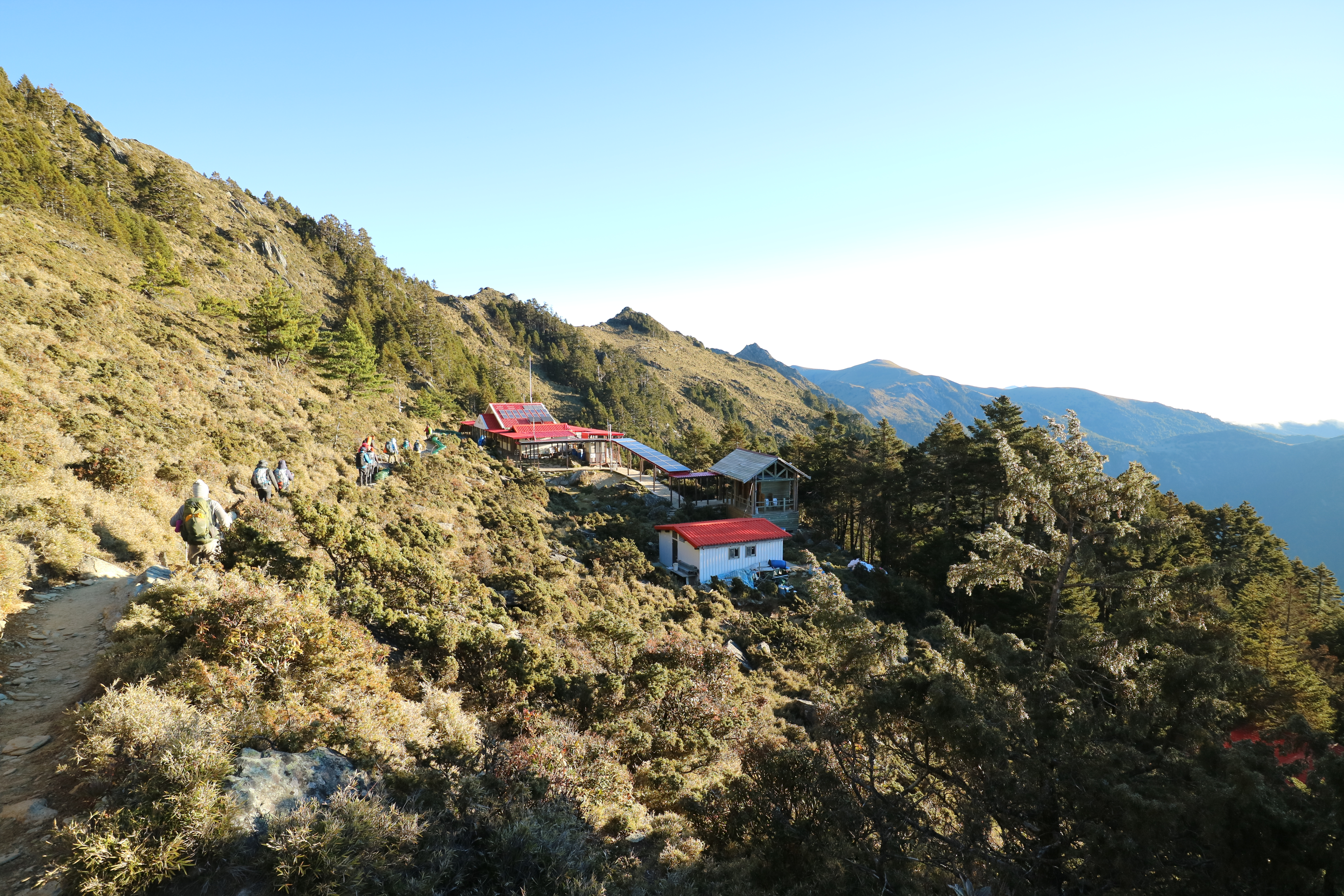
嘉明湖避難山屋。
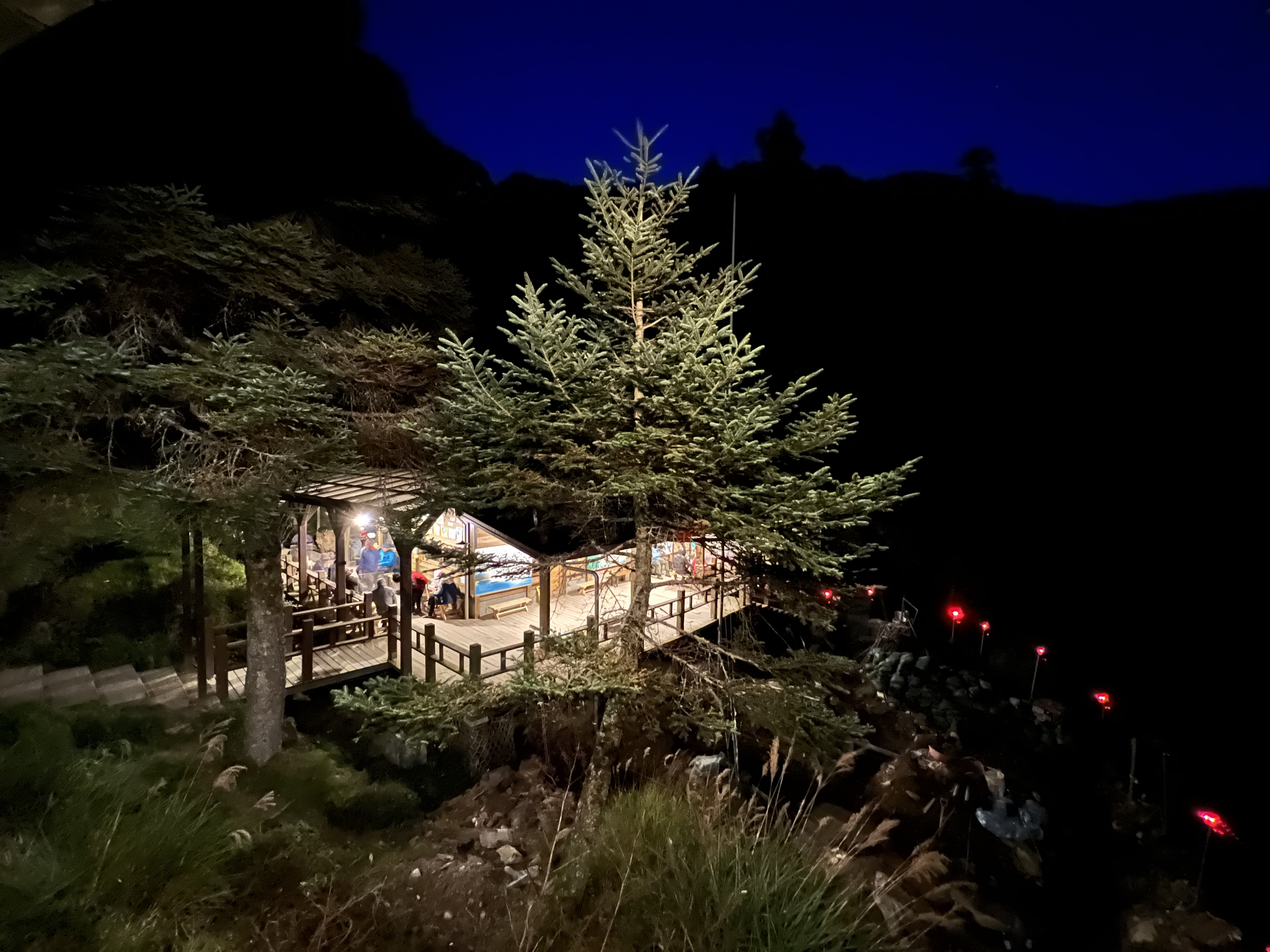
向陽山屋。

## 組織架構
- 分署長
  - 副分署長
  - 秘書

### 內部行政單位
- 林政科
- 作業科
- 育樂科
  - 知本自然教育中心
  - 大武山生態教育館
- 治山科
- 秘書室
- 人事室
- 主計室
- 政風室

### 現場作業單位
- 關山工作站
  - 向陽國家森林遊樂區
- 成功工作站
- 知本工作站
  - 知本國家森林遊樂區
- 大武工作站

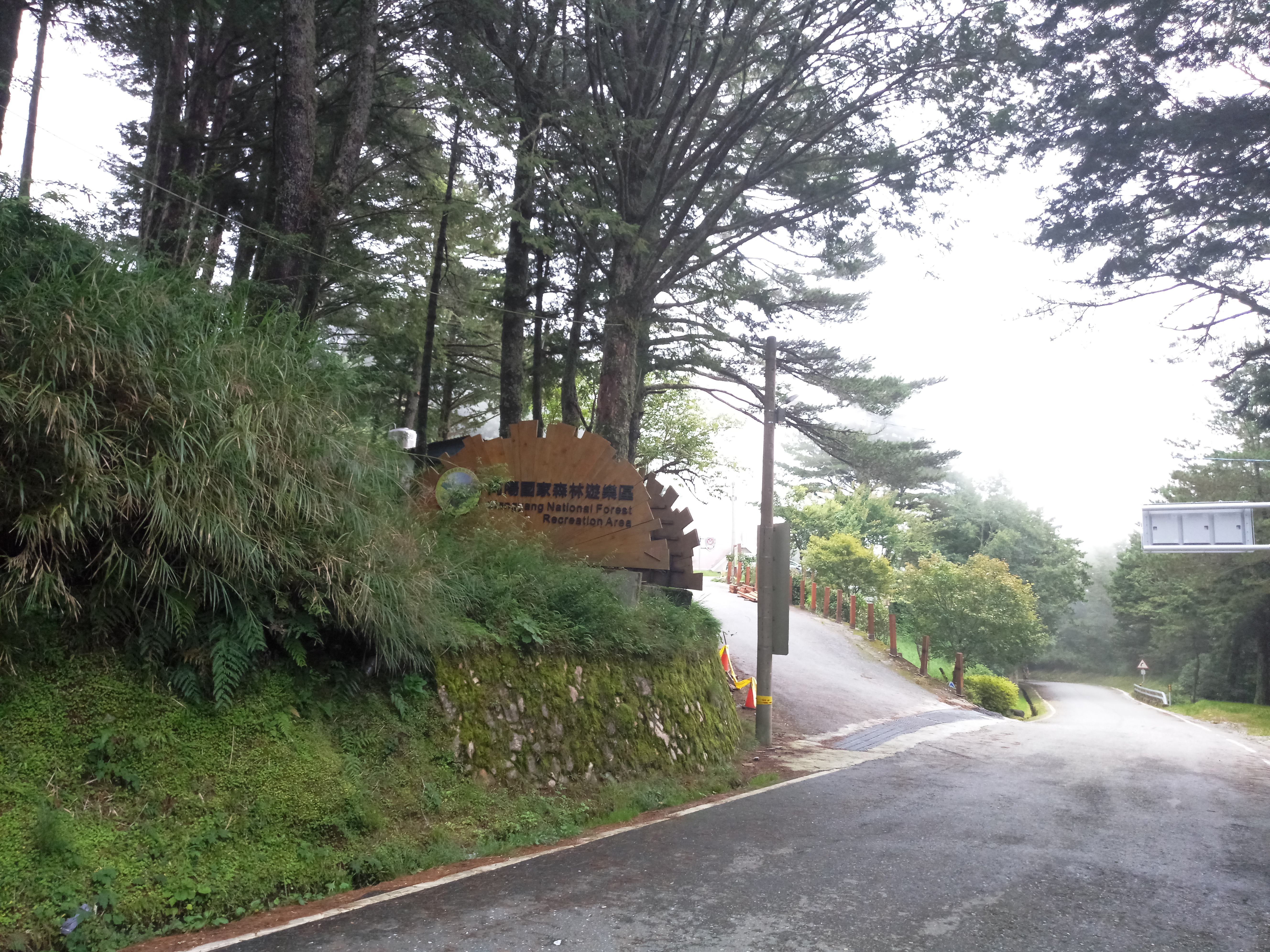
向陽國家森林遊樂區大門。
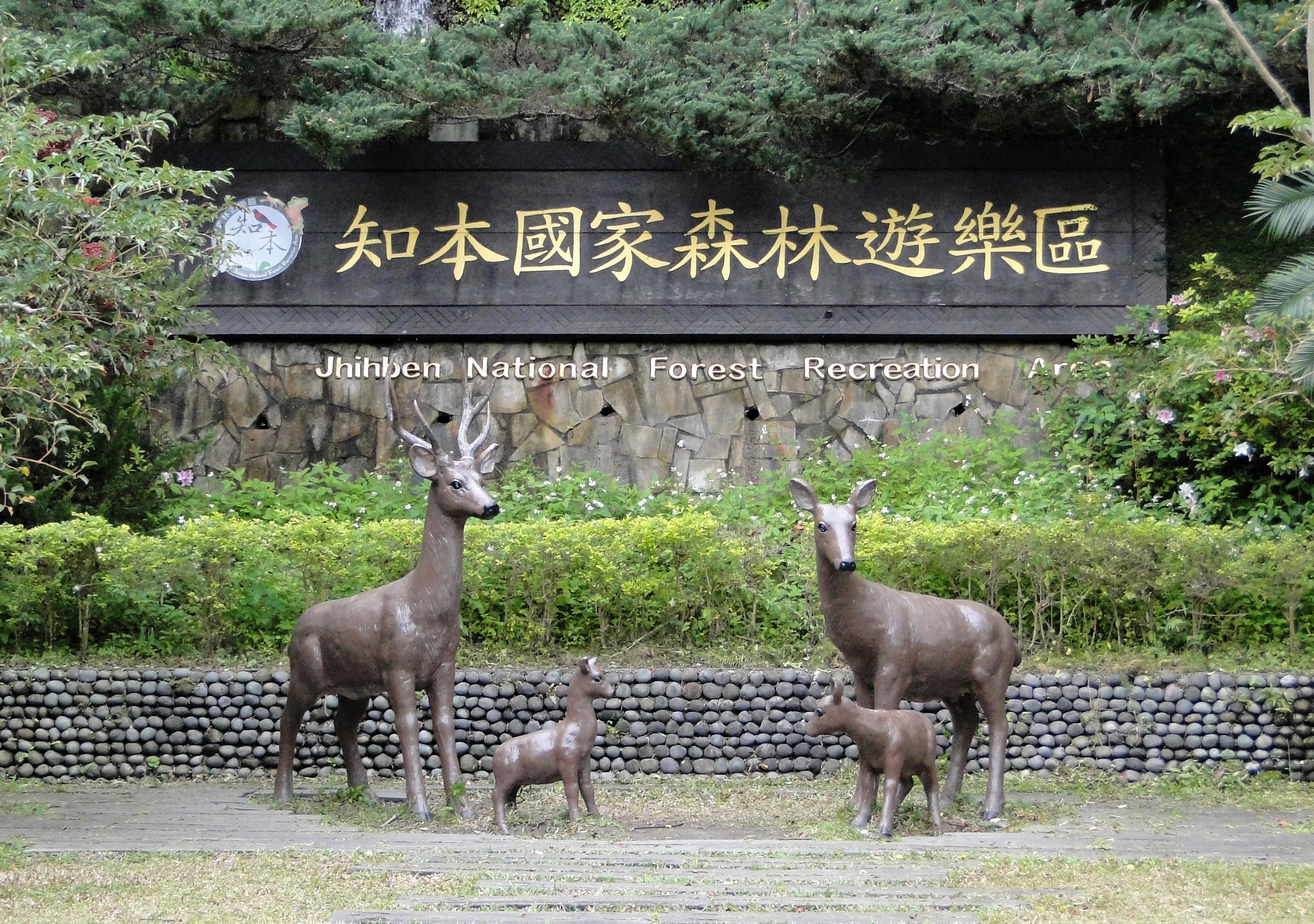
知本國家森林遊樂區大門。
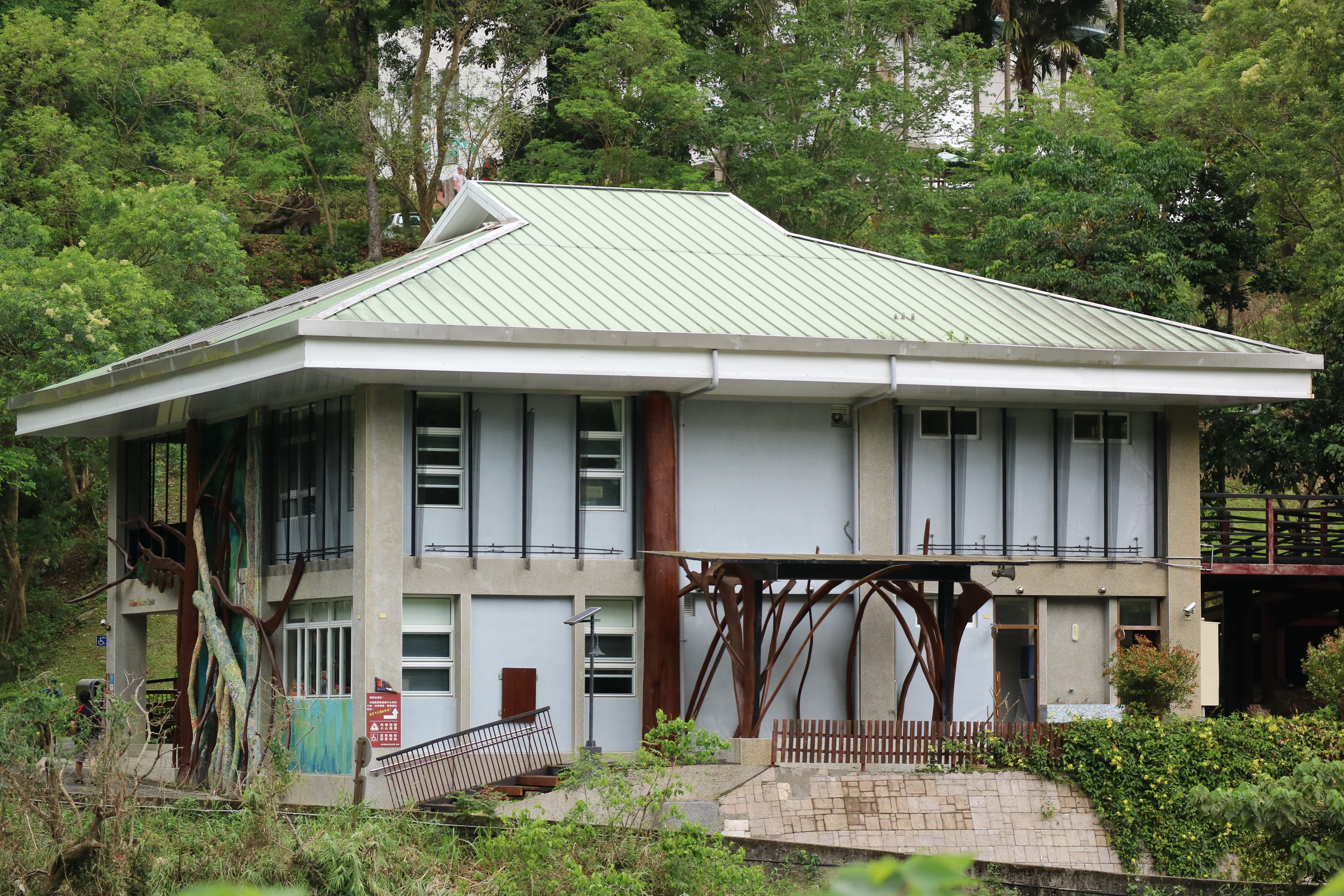
知本自然教育中心。

## 歷任處長
| 任別                                      | 姓名                                      | 就職時間                                  | 卸任時間                                  |                                           |                                           |                                           |                                           |                                           |                                           |                                           |                                           |
| 行政院農業委員會林務局臺東山林管理所 所長 | 行政院農業委員會林務局臺東山林管理所 所長 | 行政院農業委員會林務局臺東山林管理所 所長 | 行政院農業委員會林務局臺東山林管理所 所長 | 行政院農業委員會林務局臺東山林管理所 所長 | 行政院農業委員會林務局臺東山林管理所 所長 | 行政院農業委員會林務局臺東山林管理所 所長 | 行政院農業委員會林務局臺東山林管理所 所長 | 行政院農業委員會林務局臺東山林管理所 所長 | 行政院農業委員會林務局臺東山林管理所 所長 | 行政院農業委員會林務局臺東山林管理所 所長 | 行政院農業委員會林務局臺東山林管理所 所長 |
| ----------------------------------------- | ----------------------------------------- | ----------------------------------------- | ----------------------------------------- | ----------------------------------------- | ----------------------------------------- | ----------------------------------------- | ----------------------------------------- | ----------------------------------------- | ----------------------------------------- | ----------------------------------------- | ----------------------------------------- |
| 1                                         | 傅怺                                      | 1946年8月                                 | 1947年11月                                |                                           |                                           |                                           |                                           |                                           |                                           |                                           |                                           |
| 2                                         | 符賢                                      | 1947年11月                                | 1948年4月                                 |                                           |                                           |                                           |                                           |                                           |                                           |                                           |                                           |
| 3                                         | 鍾生鑑                                    | 1948年4月                                 | 1950年3月                                 |                                           |                                           |                                           |                                           |                                           |                                           |                                           |                                           |
| 4                                         | 張世漳                                    | 1950年3月                                 | 1956年11月                                |                                           |                                           |                                           |                                           |                                           |                                           |                                           |                                           |
| 5                                         | 董新堂                                    | 1956年11月                                | 1958年10月                                |                                           |                                           |                                           |                                           |                                           |                                           |                                           |                                           |
| 6                                         | 童萬來                                    | 1958年10月                                | 1959年11月                                |                                           |                                           |                                           |                                           |                                           |                                           |                                           |                                           |
| 7                                         | 張家棟                                    | 1959年11月                                | 1960年2月                                 |                                           |                                           |                                           |                                           |                                           |                                           |                                           |                                           |
| 行政院農業委員會林務局關山林區管理處 處長 |                                           |                                           |                                           |                                           |                                           |                                           |                                           |                                           |                                           |                                           |                                           |
| 8                                         | 張家棟                                    | 1960年2月                                 | 1966年12月                                |                                           |                                           |                                           |                                           |                                           |                                           |                                           |                                           |
| 代理                                      | 潘孚碩                                    | 1966年12月                                | 1967年5月                                 |                                           |                                           |                                           |                                           |                                           |                                           |                                           |                                           |
| 9                                         | 蔡丕勳                                    | 1967年5月                                 | 1970年8月                                 |                                           |                                           |                                           |                                           |                                           |                                           |                                           |                                           |
| 10                                        | 張雨峯                                    | 1970年8月                                 | 1973年1月                                 |                                           |                                           |                                           |                                           |                                           |                                           |                                           |                                           |
| 11                                        | 鄭柏                                      | 1973年1月                                 | 1976年11月                                |                                           |                                           |                                           |                                           |                                           |                                           |                                           |                                           |
| 12                                        | 黃文岳                                    | 1976年11月                                | 1979年8月                                 |                                           |                                           |                                           |                                           |                                           |                                           |                                           |                                           |
| 13                                        | 林澄祺                                    | 1979年8月                                 | 1981年9月                                 |                                           |                                           |                                           |                                           |                                           |                                           |                                           |                                           |
| 代理                                      | 王槐榮                                    | 1981年9月                                 | 1982年6月                                 |                                           |                                           |                                           |                                           |                                           |                                           |                                           |                                           |
| 14                                        | 邱垂鴻                                    | 1982年6月                                 | 1985年12月                                |                                           |                                           |                                           |                                           |                                           |                                           |                                           |                                           |
| 15                                        | 霍玉振                                    | 1985年12月                                | 1989年5月                                 |                                           |                                           |                                           |                                           |                                           |                                           |                                           |                                           |
| 16                                        | 劉肯學                                    | 1989年5月                                 | 1994年3月31日                             |                                           |                                           |                                           |                                           |                                           |                                           |                                           |                                           |
| 17                                        | 黃博淵                                    | 1994年3月31日                             | 1997年6月24日                             |                                           |                                           |                                           |                                           |                                           |                                           |                                           |                                           |
| 18                                        | 莊樹林                                    | 1997年6月24日                             | 1999年8月22日                             |                                           |                                           |                                           |                                           |                                           |                                           |                                           |                                           |
| 行政院農業委員會林務局臺東林區管理處 處長 |                                           |                                           |                                           |                                           |                                           |                                           |                                           |                                           |                                           |                                           |                                           |
| 19                                        | 洪明川                                    | 1999年8月23日                             | 2002年6月23日                             |                                           |                                           |                                           |                                           |                                           |                                           |                                           |                                           |
| 20                                        | 田志城                                    | 2002年6月24日                             | 2005年6月30日                             |                                           |                                           |                                           |                                           |                                           |                                           |                                           |                                           |
| 21                                        | 簡益章                                    | 2005年7月1日                              | 2007年7月15日                             |                                           |                                           |                                           |                                           |                                           |                                           |                                           |                                           |
| 22                                        | 張彬                                      | 2007年7月16日                             | 2010年1月15日                             |                                           |                                           |                                           |                                           |                                           |                                           |                                           |                                           |
| 23                                        | 張鐵柱                                    | 2010年1月16日                             | 2015年5月18日                             |                                           |                                           |                                           |                                           |                                           |                                           |                                           |                                           |
| 24                                        | 劉瓊蓮                                    | 2015年5月19日                             | 2020年9月3日                              |                                           |                                           |                                           |                                           |                                           |                                           |                                           |                                           |
| 代理                                      | 吳昌祐                                    | 2020年9月3日                              | 2020年11月23日                            |                                           |                                           |                                           |                                           |                                           |                                           |                                           |                                           |
| 25                                        | 吳昌祐                                    | 2020年11月24日                            | 2023年8月1日                              |                                           |                                           |                                           |                                           |                                           |                                           |                                           |                                           |
| 農業部林業及自然保育署臺東分署 分署長     |                                           |                                           |                                           |                                           |                                           |                                           |                                           |                                           |                                           |                                           |                                           |
| 26                                        | 吳昌祐                                    | 2023年8月1日至今                          |                                           |                                           |                                           |                                           |                                           |                                           |                                           |                                           |                                           |